# 冷凍工学
冷凍工学（れいとうこうがく）とは、冷凍機およびその応用分野に関する工学である。
生鮮食品の冷蔵・冷凍・流通施設や産業用冷却・加熱設備や空気調和設備など応用分野は幅広い。
また、省エネルギーを考えた冷却プロセスの開発も重要な分野である。